# Campeonato Baiano de Futebol de 2011
O Campeonato Baiano de Futebol de 2011 foi a 107.ª edição da competição, realizado no estado da Bahia e organizado pela Federação Bahiana de Futebol. A divisão principal teve duração de quatro meses, tendo iniciado no dia 15 de janeiro e finalizado no dia 15 de maio de 2011.
Esta foi a segunda edição na história em que uma cidade do interior teve mais representantes no certame que Salvador. Feira de Santana contou com Fluminense de Feira, Feirense e Bahia de Feira, enquanto que Bahia e Vitória representaram a capital do estado.

## Regulamento
As doze equipes se dividirão em dois grupos de seis e se enfrentarão em jogos de ida e volta, grupo contra grupo. Os quatro mais bem classificados de cada um formarão mais dois grupos e se enfrentarão em novos jogos de ida e volta, dentro de seus respectivos grupos. Os dois mais bem classificados destes avançam para as semifinais, sendo disputadas em mata-mata, tendo na grande final, para se conhecer o campeão, os dois vencedores das semifinais. O campeão e o vice disputarão a Copa do Brasil de 2012.[carece de fontes?]
Os quatro times que ficaram para trás na primeira fase formarão um quadrangular, onde os dois piores classificados serão rebaixados à Segunda Divisão de 2012.[carece de fontes?]

## Clubes participantes
Doze clubes de futebol baianos participarão da divisão superior do Campeonato Baiano, sendo dois da capital e o restante do interior do estado.
| Clube                  | Cidade               | Estádio          | Em 2010           | Títulos (mais recente) |
| ---------------------- | -------------------- | ---------------- | ----------------- | ---------------------- |
| Atlético de Alagoinhas | Alagoinhas           | Antônio Carneiro | 6.º               | 0 (não possui)         |
| Bahia                  | Salvador             | Roberto Santos   | 2.º               | 43 (2001)              |
| Bahia de Feira         | Feira de Santana     | Jóia da Princesa | 4.º               | 1 (2011)               |
| Camaçari               | Camaçari             | Armando Oliveira | 3.º               | 0 (não possui)         |
| Colo Colo              | Ilhéus               | Mário Pessoa     | 10.º              | 1 (2006)               |
| Feirense               | Feira de Santana     | Jóia da Princesa | 8.º               | 0 (não possui)         |
| Fluminense de Feira    | Feira de Santana     | Jóia da Princesa | 7.º               | 2 (1969)               |
| Ipitanga               | Senhor do Bonfim     | Pedro Amorim     | 9.º               | 0 (não possui)         |
| Juazeiro               | Juazeiro             | Pedro Amorim     | 1.º (2.ª divisão) | 0 (não possui)         |
| Serrano-BA             | Vitória da Conquista | Lomanto Júnior   | 2.º (2.ª divisão) | 0 (não possui)         |
| Vitória                | Salvador             | Manoel Barradas  | 1.º               | 26 (2010)              |
| Vitória da Conquista   | Vitória da Conquista | Lomanto Júnior   | 5.º               | 0 (não possui)         |

## Transmissão
Após quatro anos em que a TV Itapoan deteve os direitos de transmissão com exclusividade, cuja cobertura foi muito bem sucedida, a TV Bahia (afiliada da Rede Globo) e suas afiliadas adquiriu os direitos de transmissão para a temporada atual pela TV aberta e em pay-per-view pelo Premiere FC. Sendo que nas duas primeiras fases, foram exibidos apenas os jogos envolvendo Bahia e Vitória.
Seguindo o modelo baseado dos contratos de transmissão do Campeonato Gaúcho e do Campeonato Paulista, na TV Bahia serão exibidos apenas jogos realizados no interior baiano. Enquanto o PFC, pelo sistema pay-per-view, serão exibidos todos os jogos realizados em Salvador.
Essa regra é devido ao risco de esvaziamento dos estádios na capital do estado.

## Primeira fase

### Classificação
| Zona de classificação para a segunda fase. | Zona de classificação para o quadrangular do rebaixamento. |

| Time                   | Pts | J  | V | E | D | GP | GS | SG |
| ---------------------- | --- | -- | - | - | - | -- | -- | -- |
| Bahia de Feira         | 23  | 12 | 6 | 5 | 1 | 16 | 10 | +6 |
| Bahia                  | 20  | 12 | 6 | 2 | 4 | 21 | 13 | +8 |
| Vitória da Conquista   | 20  | 12 | 6 | 2 | 4 | 16 | 13 | +3 |
| Atlético de Alagoinhas | 18  | 12 | 5 | 3 | 4 | 23 | 19 | +4 |
| Colo Colo              | 18  | 12 | 5 | 3 | 4 | 14 | 15 | -1 |
| Juazeiro               | 9   | 12 | 2 | 3 | 7 | 16 | 22 | -6 |

| Time                | Pts | J  | V | E | D | GP | GS | SG  |
| ------------------- | --- | -- | - | - | - | -- | -- | --- |
| Vitória             | 26  | 12 | 8 | 2 | 2 | 23 | 10 | +13 |
| Feirense            | 16  | 12 | 4 | 4 | 4 | 14 | 13 | +1  |
| Serrano-BA          | 15  | 12 | 4 | 3 | 5 | 14 | 19 | -5  |
| Camaçari            | 13  | 12 | 3 | 4 | 5 | 16 | 19 | -3  |
| Fluminense de Feira | 13  | 12 | 3 | 4 | 5 | 14 | 21 | -7  |
| Ipitanga            | 7   | 12 | 2 | 1 | 9 | 11 | 24 | -13 |

### Jogos
Para ler a tabela, a linha horizontal representa os jogos da equipe como mandante. A coluna vertical indica os jogos da equipe como visitante.
| Jogos "clássicos" estão em negrito. | Vitória do mandante. | Vitória do visitante. | Empate. |

|                      | AAL | BAH | BFE | CAM | COL | FEI | FLF | IPI | JUA | SER | VIT | VCO |
| -------------------- | --- | --- | --- | --- | --- | --- | --- | --- | --- | --- | --- | --- |
| Atlético             | —   | —   | —   | 2–2 | —   | 2–0 | 1–1 | 2–0 | —   | 6–2 | 1–1 | —   |
| Bahia                | —   | —   | —   | 2–0 | —   | 1–0 | 1–2 | 3–0 | —   | 1–0 | 2–0 | —   |
| Bahia de Feira       | —   | —   | —   | 2–0 | —   | 1–1 | 1–1 | 2–1 | —   | 2–1 | 1–1 | —   |
| Camaçari             | 1–2 | 3–2 | 2–2 | —   | 1–1 | —   | —   | —   | 2–1 | —   | —   | 1–2 |
| Colo-Colo            | —   | —   | —   | 0–2 | —   | 2–0 | 1–1 | 1–0 | —   | 1–1 | 1–3 | —   |
| Feirense             | 3–1 | 0–0 | 1–1 | —   | 3–0 | —   | —   | —   | 2–0 | —   | —   | 1–0 |
| Fluminense           | 1–2 | 0–4 | 0–1 | —   | 2–3 | —   | —   | —   | 1–0 | —   | —   | 1–0 |
| Ipitanga             | 3–2 | 3–3 | 0–1 | —   | 1–3 | —   | —   | —   | 2–1 | —   | —   | 1–2 |
| Juazeiro             | —   | —   | —   | 1–1 | —   | 2–2 | 5–2 | 1–0 | —   | 1–1 | 1–3 | —   |
| Serrano              | 2–1 | 2–1 | 0–2 | —   | 1–0 | —   | —   | —   | 2–1 | —   | —   | 0–0 |
| Vitória              | 3–1 | 3–0 | 2–0 | —   | 0–1 | —   | —   | —   | 4–2 | —   | —   | 2–0 |
| Vitória da Conquista | —   | —   | —   | 2–1 | —   | 2–1 | 2–2 | 3–0 | —   | 3–2 | 0–1 | —   |

## Segunda fase

### Classificação e jogos

#### Grupo 3
| Time                   | Pts | J | V | E | D | GP | GS | SG |
| ---------------------- | --- | - | - | - | - | -- | -- | -- |
| Bahia de Feira         | 12  | 6 | 4 | 0 | 2 | 10 | 8  | +2 |
| Bahia                  | 10  | 6 | 3 | 1 | 2 | 10 | 4  | +6 |
| Vitória da Conquista   | 7   | 6 | 2 | 1 | 3 | 11 | 15 | -4 |
| Atlético de Alagoinhas | 6   | 6 | 2 | 0 | 4 | 7  | 11 | -4 |

|                        | ATL | BAH | BFE | VCO |
| ---------------------- | --- | --- | --- | --- |
| Atlético de Alagoinhas | –   | 1–0 | 2–0 | 3–4 |
| Bahia                  | 1–0 | –   | 3–0 | 4–0 |
| Bahia de Feira         | 3–1 | 1–0 | –   | 4–1 |
| Vitória da Conquista   | 3–0 | 2–2 | 1–2 | –   |

#### Grupo 4
| Time       | Pts | J | V | E | D | GP | GS | SG |
| ---------- | --- | - | - | - | - | -- | -- | -- |
| Vitória    | 16  | 6 | 5 | 1 | 0 | 14 | 5  | +9 |
| Serrano-BA | 7   | 6 | 2 | 1 | 3 | 5  | 6  | -1 |
| Feirense   | 5   | 6 | 1 | 2 | 3 | 5  | 9  | -4 |
| Camaçari   | 5   | 6 | 1 | 2 | 3 | 2  | 6  | -4 |

|            | CAM | FEI | SER | VIT |
| ---------- | --- | --- | --- | --- |
| Camaçari   | –   | 1–1 | 1–0 | 0–2 |
| Feirense   | 2–0 | –   | 0–0 | 1–3 |
| Serrano-BA | 1–0 | 1–0 | –   | 2–3 |
| Vitória    | 0–0 | 4–1 | 2–1 | –   |

## Quadrangular de rebaixamento

### Classificação e jogos

#### Grupo 5
| Time                | Pts | J | V | E | D | GP | GS | SG |
| ------------------- | --- | - | - | - | - | -- | -- | -- |
| Fluminense de Feira | 11  | 6 | 3 | 2 | 1 | 8  | 5  | +3 |
| Juazeiro            | 8   | 6 | 2 | 2 | 2 | 13 | 12 | +1 |
| Colo Colo           | 6   | 6 | 2 | 0 | 4 | 4  | 6  | -2 |
| Ipitanga            | 3   | 6 | 3 | 0 | 3 | 11 | 13 | -2 |

|                     | COL | FLU | IPI | JUA |
| ------------------- | --- | --- | --- | --- |
| Colo Colo           | –   | 0–2 | 1–0 | 2–0 |
| Fluminense de Feira | 1–0 | –   | 3–1 | 1–1 |
| Ipitanga            | 1–0 | 2–0 | –   | 3–2 |
| Juazeiro            | 2–1 | 1–1 | 7–4 | –   |

## Fase final
|  | Semifinais     | Semifinais | Semifinais | Semifinais |   |                | Final | Final | Final | Final |
|  |                |            |            |            |   |                |       |       |       |       |
|  | Serrano-BA     | 1          | 1          | 2          |   |                |       |       |       |       |
|  | Bahia de Feira | 2          | 1          | 3          |   |                |       |       |       |       |
|  | Bahia de Feira | 2          | 1          | 3          |   | Bahia de Feira | 2     | 2     | 4     |       |
|  |                |            |            |            |   | Bahia de Feira | 2     | 2     | 4     |       |
|  |                | Vitória    | 2          | 1          | 3 |                |       |       |       |       |
|  | Bahia          | Vitória    | 2          | 1          | 3 | 0              | 3     | 3     |       |       |
|  | Bahia          |            |            |            |   | 0              | 3     | 3     |       |       |
|  | Vitória        | 1          | 2          | 3          |   |                |       |       |       |       |

### Semifinais
Jogos de ida
| 24 de abril de 2011 | Serrano-BA   | 1 – 2          | Bahia de Feira     | Lomantão, Vitória da Conquista                      |
| 16:00               | Willames 60' | súmula borderô | Carlinhos 14', 59' | Público: 4 736 Árbitro: SP Paulo C. Oliveira (FIFA) |

| 24 de abril de 2011 | Bahia | 0 – 1          | Vitória     | Pituaçu, Salvador                                 |
| 16:00               |       | súmula borderô | Geovanni 2' | Público: 21 458 Árbitro: RS Leandro Vuaden (FIFA) |

Jogos de volta
| 1 de maio de 2011 | Bahia de Feira       | 1 – 1          | Serrano-BA              | Joia da Princesa, Feira de Santana               |
| 16:00             | Willham 45+1' (g.c.) | súmula borderô | Carlos Junior 52' (pen) | Público: 4 656 Árbitro: PR Héber R. Lopes (FIFA) |

| 1 de maio de 2011 | Vitória                              | 2 – 3          | Bahia                               | Barradão, Salvador                               |
| 16:00             | Geovanni 25' (pen) · Neto Baiano 69' | súmula borderô | Marcone 2', 46' · Souza 90+3' (pen) | Público: 20 534 Árbitro: SP Wilson Seneme (FIFA) |

### Final
Jogo de ida
| 8 de maio de 2011 | Bahia de Feira             | 2 – 2          | Vitória                 | Joia da Princesa, Feira de Santana                               |
| 16:00             | Diones 59' · Carlinhos 69' | súmula Borderô | Elkeson 65' · Reniê 83' | Público: 10 765 Árbitro: SP Sálvio Spínola Fagundes Filho (FIFA) |

Jogo de volta
| 15 de maio de 2011 | Vitória      | 1 – 2          | Bahia de Feira              | Barradão, Salvador                       |
| 16:00              | Geovanni 15' | súmula borderô | Allyson 45' · João Neto 66' | Público: 22 247 Árbitro: SP Cleber Abade |

| Campeão Baiano de 2011      |
| Feira de Santana            |
| --------------------------- |
| BAHIA DE FEIRA (1.º título) |

## Estatísticas

### Artilharia
Atualizado em 27 de Janeiro de 2012.
| Gols | Jogador          | Clube                  |
| ---- | ---------------- | ---------------------- |
| 10   | Geovanni         | Vitória                |
| 10   | Sassá            | Ipitanga               |
| 9    | Hailton          | Juazeiro               |
| 9    | João Neto        | Bahia de Feira         |
| 9    | Nikão            | Vitória                |
| 8    | Carlinhos        | Bahia de Feira         |
| 8    | Marcos Neves     | Atlético de Alagoinhas |
| 7    | Elkeson          | Vitória                |
| 7    | Maurício Pantera | Atlético de Alagoinhas |
| 6    | Evanildo         | Feirense               |
| 6    | Braw             | Vitória da Conquista   |

### Maiores públicos
Esses são os maiores públicos do Campeonato, considerando-se as partidas com mais de 6 mil pagantes:
|    | Público | Mandante               | Placar | Visitante            | Estádio          | Data            | Fase          | Rodada      |
| -- | ------- | ---------------------- | ------ | -------------------- | ---------------- | --------------- | ------------- | ----------- |
| 1  | 22.247  | Vitória                | 1 – 2  | Bahia de Feira       | Barradão         | 15 de maio      | Final         | 22.ª Rodada |
| 2  | 21.458  | Bahia                  | 0 – 1  | Vitória              | Pituaçu          | 24 de abril     | Semifinal     | 19.ª Rodada |
| 3  | 20.534  | Vitória                | 2 – 3  | Bahia                | Barradão         | 1 de maio       | Semifinal     | 20.ª Rodada |
| 4  | 14.835  | Vitória                | 3 – 0  | Bahia                | Barradão         | 6 de fevereiro  | Primeira Fase | 5.ª rodada  |
| 5  | 14.149  | Bahia                  | 2 – 0  | Vitória              | Pituaçu          | 18 de fevereiro | Primeira Fase | 8.ª rodada  |
| 6  | 10.765  | Bahia de Feira         | 2 – 2  | Vitória              | Jóia da Princesa | 8 de maio       | Final         | 21.ª rodada |
| 7  | 9.593   | Fluminense de Feira    | 0 – 4  | Bahia                | Jóia da Princesa | 27 de fevereiro | Primeira Fase | 9.ª rodada  |
| 8  | 8.327   | Bahia                  | 1 – 0  | Serrano-BA           | Pituaçu          | 13 de março     | Primeira Fase | 12.ª Rodada |
| 9  | 7.442   | Bahia                  | 4 – 0  | Vitória da Conquista | Pituaçu          | 17 de abril     | Segunda Fase  | 18.ª Rodada |
| 10 | 6.776   | Bahia                  | 3 – 0  | Ipitanga             | Pituaçu          | 2 de março      | Primeira Fase | 10.ª Rodada |
| 11 | 6.610   | Vitória da Conquista   | 2 – 2  | Bahia                | Lomanto Júnior   | 20 de março     | Segunda Fase  | 13.ª Rodada |
| 12 | 6.180   | Vitória                | 4 – 1  | Feirense             | Barradão         | 3 de abril      | Segunda Fase  | 16.ª Rodada |
| 13 | 6.076   | Vitória da Conquista   | 1 – 2  | Bahia de Feira       | Lomanto Júnior   | 10 de abril     | Segunda Fase  | 17.ª Rodada |
| 14 | 6.000   | Atlético de Alagoinhas | 1 – 1  | Vitória              | Carneirão        | 9 de fevereiro  | Primeira Fase | 6.ª Rodada  |

### Goleadas
| Nº  | Partida                | Partida | Partida                | Estádio                              | Data            |
| --- | ---------------------- | ------- | ---------------------- | ------------------------------------ | --------------- |
| 1º  | Atlético de Alagoinhas | 6–2     | Serrano-BA             | Carneirão, Alagoinhas                | 23 de janeiro   |
| 2º  | Bahia                  | 4–0     | Vitória da Conquista   | Pituaçu, Salvador                    | 17 de abril     |
| 3º  | Fluminense de Feira    | 0–4     | Bahia                  | Joia da Princesa, Feira de Santana   | 27 de fevereiro |
| 4º  | Juazeiro               | 7–4     | Ipitanga               | Adauto Moraes, Juazeiro              | 27 de março     |
| 5º  | Juazeiro               | 5–2     | Fluminense de Feira    | Adauto Moraes, Juazeiro              | 20 de fevereiro |
| 6º  | Vitória                | 4–1     | Feirense               | Barradão, Salvador                   | 3 de abril      |
| 7º  | Bahia de Feira         | 4–1     | Vitória da Conquista   | Joia da Princesa, Feira de Santana   | 23 de março     |
| 8º  | Bahia                  | 3–0     | Bahia de Feira         | Pituaçu, Salvador                    | 27 de março     |
| 9º  | Vitória da Conquista   | 3–0     | Atlético de Alagoinhas | Lomanto Júnior, Vitória da Conquista | 27 de março     |
| 10º | Bahia                  | 3–0     | Ipitanga               | Pituaçu, Salvador                    | 2 de março      |
| 11º | Vitória                | 3–0     | Bahia                  | Barradão, Salvador                   | 6 de fevereiro  |
| 12º | Feirense               | 3–0     | Colo Colo              | Joia da Princesa, Feira de Santana   | 5 de fevereiro  |
| 13º | Vitória da Conquista   | 3–0     | Ipitanga               | Lomanto Júnior, Vitória da Conquista | 23 de janeiro   |

### Desempenho dos clubes

#### Desempenho dos clubes por rodada
Atualizado após os jogos da 12.ª rodada. Tabela incompleta.
| Zona de classificação para a segunda fase. | Zona de classificação para o quadrangular do rebaixamento. |

|                        | Primeira fase | Primeira fase | Primeira fase | Primeira fase | Primeira fase | Primeira fase | Primeira fase | Primeira fase | Primeira fase | Primeira fase | Primeira fase | Primeira fase | Segunda fase/Quadrangular de rebaixamento | Segunda fase/Quadrangular de rebaixamento | Segunda fase/Quadrangular de rebaixamento | Segunda fase/Quadrangular de rebaixamento | Segunda fase/Quadrangular de rebaixamento | Segunda fase/Quadrangular de rebaixamento |
| 1ªR                    | 2ªR           | 3ªR           | 4ªR           | 5ªR           | 6ªR           | 7ªR           | 8ªR           | 9ªR           | 10ªR          | 11ªR          | 12ªR          | 1ªR           | 2ªR                                       | 3ªR                                       | 4ªR                                       | 5ªR                                       | 6ªR                                       |                                           |
| ---------------------- | ------------- | ------------- | ------------- | ------------- | ------------- | ------------- | ------------- | ------------- | ------------- | ------------- | ------------- | ------------- | ----------------------------------------- | ----------------------------------------- | ----------------------------------------- | ----------------------------------------- | ----------------------------------------- | ----------------------------------------- |
| Atlético de Alagoinhas | 3º            | 3º            | 2º            | 1º            | 1º            | 1º            | 2º            | 2º            | 4º            | 4º            | 5º            | 4º            |                                           |                                           |                                           |                                           |                                           |                                           |
| Atlético de Alagoinhas | Grupo 1       | Grupo 1       | Grupo 1       | Grupo 1       | Grupo 1       | Grupo 1       | Grupo 1       | Grupo 1       | Grupo 1       | Grupo 1       | Grupo 1       | Grupo 1       | Grupo 3                                   | Grupo 3                                   | Grupo 3                                   | Grupo 3                                   | Grupo 3                                   | Grupo 3                                   |
| Bahia                  | 4º            | 5º            | 4º            | 5º            | 5º            | 5º            | 5º            | 5º            | 5º            | 2º            | 4º            | 2º            |                                           |                                           |                                           |                                           |                                           |                                           |
| Bahia                  | Grupo 1       | Grupo 1       | Grupo 1       | Grupo 1       | Grupo 1       | Grupo 1       | Grupo 1       | Grupo 1       | Grupo 1       | Grupo 1       | Grupo 1       | Grupo 1       | Grupo 3                                   | Grupo 3                                   | Grupo 3                                   | Grupo 3                                   | Grupo 3                                   | Grupo 3                                   |
| Bahia de Feira         | 2º            | 1º            | 1º            | 2º            | 2º            | 2º            | 1º            | 1º            | 1º            | 1º            | 1º            | 1º            |                                           |                                           |                                           |                                           |                                           |                                           |
| Bahia de Feira         | Grupo 1       | Grupo 1       | Grupo 1       | Grupo 1       | Grupo 1       | Grupo 1       | Grupo 1       | Grupo 1       | Grupo 1       | Grupo 1       | Grupo 1       | Grupo 1       | Grupo 3                                   | Grupo 3                                   | Grupo 3                                   | Grupo 3                                   | Grupo 3                                   | Grupo 3                                   |
| Camaçari               | 2º            | 3º            | 4º            | 3º            | 5º            | 6º            | 6º            | 5º            | 5º            | 5º            | 4º            | 4º            |                                           |                                           |                                           |                                           |                                           |                                           |
| Camaçari               | Grupo 2       | Grupo 2       | Grupo 2       | Grupo 2       | Grupo 2       | Grupo 2       | Grupo 2       | Grupo 2       | Grupo 2       | Grupo 2       | Grupo 2       | Grupo 2       | Grupo 4                                   | Grupo 4                                   | Grupo 4                                   | Grupo 4                                   | Grupo 4                                   | Grupo 4                                   |
| Colo Colo              | 1º            | 2º            | 3º            | 3º            | 3º            | 4º            | 4º            | 4º            | 3º            | 5º            | 3º            | 5º            |                                           |                                           |                                           |                                           |                                           |                                           |
| Colo Colo              | Grupo 1       | Grupo 1       | Grupo 1       | Grupo 1       | Grupo 1       | Grupo 1       | Grupo 1       | Grupo 1       | Grupo 1       | Grupo 1       | Grupo 1       | Grupo 1       | Grupo 5                                   | Grupo 5                                   | Grupo 5                                   | Grupo 5                                   | Grupo 5                                   | Grupo 5                                   |
| Feirense               | 5º            | 6º            | 2º            | 4º            | 3º            | 3º            | 3º            | 3º            | 2º            | 2º            | 2º            | 2º            |                                           |                                           |                                           |                                           |                                           |                                           |
| Feirense               | Grupo 2       | Grupo 2       | Grupo 2       | Grupo 2       | Grupo 2       | Grupo 2       | Grupo 2       | Grupo 2       | Grupo 2       | Grupo 2       | Grupo 2       | Grupo 2       | Grupo 4                                   | Grupo 4                                   | Grupo 4                                   | Grupo 4                                   | Grupo 4                                   | Grupo 4                                   |
| Fluminense de Feira    | 4º            | 1º            | 3º            | 2º            | 2º            | 2º            | 2º            | 2º            | 4º            | 4º            | 5º            | 5º            |                                           |                                           |                                           |                                           |                                           |                                           |
| Fluminense de Feira    | Grupo 2       | Grupo 2       | Grupo 2       | Grupo 2       | Grupo 2       | Grupo 2       | Grupo 2       | Grupo 2       | Grupo 2       | Grupo 2       | Grupo 2       | Grupo 2       | Grupo 5                                   | Grupo 5                                   | Grupo 5                                   | Grupo 5                                   | Grupo 5                                   | Grupo 5                                   |
| Ipitanga               | 1º            | 4º            | 5º            | 5º            | 6º            | 5º            | 5º            | 6º            | 6º            | 6º            | 6º            | 6º            |                                           |                                           |                                           |                                           |                                           |                                           |
| Ipitanga               | Grupo 2       | Grupo 2       | Grupo 2       | Grupo 2       | Grupo 2       | Grupo 2       | Grupo 2       | Grupo 2       | Grupo 2       | Grupo 2       | Grupo 2       | Grupo 2       | Grupo 5                                   | Grupo 5                                   | Grupo 5                                   | Grupo 5                                   | Grupo 5                                   | Grupo 5                                   |
| Juazeiro               | 5º            | 6º            | 6º            | 6º            | 6º            | 6º            | 6º            | 6º            | 6º            | 6º            | 6º            | 6º            |                                           |                                           |                                           |                                           |                                           |                                           |
| Juazeiro               | Grupo 1       | Grupo 1       | Grupo 1       | Grupo 1       | Grupo 1       | Grupo 1       | Grupo 1       | Grupo 1       | Grupo 1       | Grupo 1       | Grupo 1       | Grupo 1       | Grupo 5                                   | Grupo 5                                   | Grupo 5                                   | Grupo 5                                   | Grupo 5                                   | Grupo 5                                   |
| Serrano-BA             | 3º            | 5º            | 6º            | 6º            | 4º            | 4º            | 4º            | 4º            | 3º            | 3º            | 3º            | 3º            |                                           |                                           |                                           |                                           |                                           |                                           |
| Serrano-BA             | Grupo 2       | Grupo 2       | Grupo 2       | Grupo 2       | Grupo 2       | Grupo 2       | Grupo 2       | Grupo 2       | Grupo 2       | Grupo 2       | Grupo 2       | Grupo 2       | Grupo 4                                   | Grupo 4                                   | Grupo 4                                   | Grupo 4                                   | Grupo 4                                   | Grupo 4                                   |
| Vitória                | 6º            | 2º            | 1º            | 1º            | 1º            | 1º            | 1º            | 1º            | 1º            | 1º            | 1º            | 1º            |                                           |                                           |                                           |                                           |                                           |                                           |
| Vitória                | Grupo 2       | Grupo 2       | Grupo 2       | Grupo 2       | Grupo 2       | Grupo 2       | Grupo 2       | Grupo 2       | Grupo 2       | Grupo 2       | Grupo 2       | Grupo 2       | Grupo 4                                   | Grupo 4                                   | Grupo 4                                   | Grupo 4                                   | Grupo 4                                   | Grupo 4                                   |
| Vitória da Conquista   | 6º            | 4º            | 5º            | 4º            | 4º            | 3º            | 3º            | 3º            | 2º            | 3º            | 2º            | 3º            |                                           |                                           |                                           |                                           |                                           |                                           |
| Vitória da Conquista   | Grupo 1       | Grupo 1       | Grupo 1       | Grupo 1       | Grupo 1       | Grupo 1       | Grupo 1       | Grupo 1       | Grupo 1       | Grupo 1       | Grupo 1       | Grupo 1       | Grupo 3                                   | Grupo 3                                   | Grupo 3                                   | Grupo 3                                   | Grupo 3                                   | Grupo 3                                   |

#### Desempenho dos clubes por zona
Atualizado após os jogos da 12.ª rodada.
|         | 1ªR | 2ªR | 3ªR | 4ªR | 5ªR | 6ªR | 7ªR | 8ªR | 9ªR | 10ªR | 11ªR | 12ªR |
| Grupo 1 | COL | BFE | BFE | ATL | ATL | ATL | BFE | BFE | BFE | BFE  | BFE  | BFE  |
| Grupo 2 | IPI | FLU | VIT | VIT | VIT | VIT | VIT | VIT | VIT | VIT  | VIT  | VIT  |

|         | 1ªR | 2ªR | 3ªR | 4ªR | 5ªR | 6ªR | 7ªR | 8ªR | 9ªR | 10ªR | 11ªR | 12ªR |
| Grupo 1 | VCO | JUA | JUA | JUA | JUA | JUA | JUA | JUA | JUA | JUA  | JUA  | JUA  |
| Grupo 2 | VIT | FEI | SER | SER | IPI | CAM | CAM | IPI | IPI | IPI  | IPI  | IPI  |